# Ян Гинча из Рогова
Ян Гинча из Рогова (пол. Jan Hińcza z Rogowa; род. 1405—1410 — умер 29 сентября 1473) — польский рыцарь, коронный подскарбий (1447—1460), каштелян розпшанский (1443—1452), староста нешавский (1452), каштелян серадзский (1453 г.), каштелян сандомирский (1460 г.), староста кшепицкий (1466 г.), староста голубский (1472 г.).

## Биография
Представитель польского дворянского рода Роговских герба Дзялоша. Младший сын коронного казначея и рыцаря Гинчи из Рогова. В 1427 году он останавливался при дворе короля Владислава Ягелло, где его обвинили в романе с королевой Софьей Гольшаньской. Затем он стал участвовать в гуситском движении, возглавляемом Спитеком из Мельштына. Однако перед решающим боем он покинул его и перешел на сторону противника. В 1439 году во время битвы при Гротниках он командовал войсками, атакующими гуситский лагерь в излучине реки Ниды.
В 1440 году Ян Гинча сопровождал польского короля Владислава Варненчика в поездке в Венгрию. В 1443—1452 годах он занимал должность каштеляна Розпши, а в 1447—1460 годах — коронного казначея.
В 1445—1473 годах он по поручению жены управлял замком в Мируве, назначая бургграфов.
В 1452 году занимал должность старосты нешавского, как рыцарь и дипломат принимал участие в Тринадцатилетней войне, вместе с Николаем Шарлейским, активно участвовал в присоединении Пруссии к Польше. По словам польского хрониста Яна Длугоша, он принимал участие в мирных переговорах с Тевтонскими рыцарями в 1455 и 1464 годах. В 1457 году он сопровождал короля Казимира Ягеллончика во время его визита в Гданьск. С 1453 года он был каштеляном серадзским. В 1460 году он был назначен каштеляном сандомирским, в 1466 году стал старостой Кшепице, а в 1472 году старостой Голуба. В 1466 году он принимал участие в подписании Второго Торуньского мира между Польшей и Тевтонским орденом.
Имея в своем распоряжении огромное богатство, он заложил множество фондов, в основном для католической церкви. В 1459 году он начал строительство фамильного мавзолея и часовни на Вавеле. В своем родном городе Рогове он основал деревянную церковь, а после смерти кардинала Збигнева Олесницкого финансово поддержал строительство костела бернардинцев в Страдоме. Для бернардинцев он основал деревянную церковь Св. Агнешка.
В 1466 году как староста Кшепице он с согласия короля согласился основать в Кшепицах монастырь латеранских каноников. В Коло, при церкви Воздвижения Святого Креста, он основал и снабдил коллегию миссионеров.
Он поддерживал больницы; Святой Духа в Кракове (не существует), Св. Ядвига в Страдоме (перестроен), по завещанию оставил серебряные сосуды Вавельскому собору.
Он женился на Дороте Козегловской, герб Лис, от брака с которой у него детей не было. Оставленное им имение унаследовали внуки его сестры Малгожаты и сыновья Яна Кобылянского; Ян и Якуб Кобылянские (ум. 1528).